# Agrypnus rectangularis
Agrypnus rectangularis es una especie de escarabajo del género Agrypnus, tribu Agrypnini, familia Elateridae. Fue descrita científicamente por Say en 1825.
Se distribuye por los Estados Unidos. La especie se mantiene activa durante todos los meses del año.